# Hugo Pozo
Hugo Pozo Arias (La Paz, 25 de agosto de 1947-La Paz, 4 de noviembre de 2024) fue un actor, director y productor boliviano que trabajó en numerosas obras de teatro y cine.

## Trayectoria
Se formó actoralmente con Eduardo Cassis, dando comienzo a su carrera artística en 1972 en el «Teatro Nacional Popular». Con más de 300 obras representadas a nivel nacional e internacional. 
Fundó su propia empresa de producciones en 1992 conocida como «Compañía de Teatro Hugo Pozo Bolivia», en la cual dictó clases y entrenó a nuevas generaciones interesadas en la actuación.
Actuó en más de 24 películas entre las que destacan: Chuquiago, Mi socio, Mi Socio 2.0, Amargo mar, El celibato, American visa, Quién mató a la llamita blanca, Cómo Duele Ser Pueblo y Tercer mundo.
A los 77 años, falleció en La Paz el 4 de noviembre de 2024.